# (32334) 2000 QM77
2000 QM77 (asteroide 32334) é um asteroide da cintura principal. Possui uma excentricidade de 0.12669580 e uma inclinação de 1.00163º.
Este asteroide foi descoberto no dia 24 de agosto de 2000 por LINEAR em Socorro.